# Duboka (gmina Kučevo)
Duboka (cyr. Дубока) – wieś w Serbii, w okręgu braniczewskim, w gminie Kučevo. W 2011 roku liczyła 890 mieszkańców.